# Azarja (hogepriester)
Azarja was mogelijk hogepriester van de Joodse tempel in Jeruzalem in de negende eeuw v. Chr. Volgens I Kronieken 6:9 (of 5:36 NBV) was hij de zoon van Jochanan, de zoon van Azarja, de zoon van Ahimaäz, de zoon van Sadok. Maar in I Koningen 4:2 wordt hij de "zoon van Sadok, de priester" genoemd.
In de Bijbel wordt nergens direct gezegd dat Azarja hogepriester werd. In 1 Koningen 4:2 staat hij in een lijst met "vorsten" of "prinsen", tenzij het gedeelte "de priester" niet op Sadok maar op Azarja zelf slaat. 
In de geschiedenis van Flavius Josephus en de Joodse kroniek Seder Olam Zutta staat dat Azarja hogepriester was.